# Åstrup (Sankt Hans Sogn)
 For alternative betydninger, se Åstrup. (Se også artikler, som begynder med Åstrup)
Åstrup eller Aastrup er en herregård beliggende lige sydvest for Hjørring i Skt. Hans sogn, Vennebjerg Herred i Vendsyssel. 
Gården ligger ved sammenløbet af Hæstrup Møllebæk og Liver Å, med voldgrav og gammel skovbevoksning.
Omkring år 1300 var gården en befæstet borg. Ca. år 1500 var gården en firefløjet bindingsværksgård på et nyt voldsted. 1592 blev bygningen opført og 1615 blev slot og ladegård repareret. I 1746 blev hovedbygning, samt ladegård opført og slottet nedbrudt.
I 1820'erne blev hovedbygningen ombygget og fornyet.

## Ejere af Åstrup
- 1302-1320   Jens Nielsen
- 1320-1354   Henrik Nielsen Panter
- 1354-1661   Kronen
  - 1566-74 Lensmand Peder Munk
- 1661-1663   Johannes Boysen
- 1663-1669   Erik Krag
- 1669-1682   Joachim Frederik von Pentz
- 1682-1695   Adam Ernst Christian von Pentz
- 1695-1707   Poul Iversen Wilholt
- 1707-1736   Iver Poulsen Wilholt / Laurids Henrik Poulsen Wilholt
- 1736-1738   Lars Borch Hauchs
- 1738-1740   Marie Hauchs
- 1740-1755   Christian Frederik von Levetzau
- 1755-1779   Slægten von Levetzau
- 1779-1786   Iver Rosenkrantz-Levetzau
- 1786-1793   Christian Svejstrup
- 1793-1798   N. Brorson Agerbeck
- 1798-1802   Enke Fru Agerbeck f. Aagaard
- 1802-1816   Michael Aagaard
- 1816        Otto Raffn / Frans Holm
- 1816-1823   Christen Christian Nielsen
- 1823-1825   Den Danske Stat
- 1825-1836   Forskellige Ejere
- 1836-1837   Jens Mathias Jørgensen
- 1837-1839   Christoph Græstup
- 1839-1841   Georg Henrik Koch
- 1841-1847   Thierry Peter Tutein
- 1847-1856   Niels Gleerup
- 1856-1866   I. Stoppel
- 1866-1874   C. von Hildebrandt
- 1874-1881   Hans Peter Jansen Hasselbalch / Bartholomæus Hasselbalch
- 1881-1907   Hans Peter Jansen Hasselbalch
- 1907-1918   Aastrup Hovedgaard ApS v/a slægten Hasselbalch
- 1918-1936   Johannes Thorlund Hasselbalch
- 1936-1965   Emil Aas[1]
- 1965-1988   Anders Aas
- 1988        Uffe Christiansen